# Georgij Viktorovič Skrockij
Georgij Viktorovič Skrockij (in russo Георгий Викторович Скроцкий?; Proskurov, 11 gennaio 1915 – Londra, 13 luglio 1992) è stato un fisico russo.

## Biografia
Nato nell'allora Repubblica Popolare Ucraina, Skrockij è noto principalmente per aver scoperto che le equazioni di campo elettromagnetico in uno spaziotempo curvo possono essere scritte in una forma non covariante formalmente equivalente alle equazioni di Maxwell in un mezzo macroscopico nello spaziotempo piatto.